# Лоулер, Крис
Кристофер Лоулер (англ. Christopher Lawler; род. 20 октября 1943, Ливерпуль, Англия) — английский футболист, защитник.

## Карьера
Лоулер родился в Ливерпуле и присоединился к своему местному клубу, когда ему исполнилось 17 лет. В течение двух сезонов его переход в основной состав был постепенным, он играл всего по шесть матчей в каждом из сезонов, но к 1965 году он стал первым защитником в основном составе. Расчётливость и предвидение Лоулера принесли ему прозвище «Безмолвный рыцарь».
В следующем сезоне Лоулер помог «Ливерпулю» выиграть чемпионат Англии в 1966 году.
Лоулер играл в финале Кубка Англии 1971 года, в котором «Ливерпуль» проиграв «Арсеналу». В 1973 году «Ливерпуль» выиграл чемпионский титул и Кубок УЕФА.
Именно в этот период Лоулер сыграл свои четыре матча за сборную Англии. Он забил в своём дебютном матче против Мальты в отборочном матче чемпионата Европы по футболу 12 мая 1971 года.
Лоулер провёл свой последний матч за «Ливерпуль» против в матче Кубка УЕФА 17 сентября 1975 года. Он присоединился к «Портсмуту» в октябре 1975 года. В 1978 году Лоулер стал игроком «Стокпорт Каунти». Он также играл за команду «Бангор Сити».